# Kastell Castranova
Das Kastell Castranova, auch einfach nur Castranova sowie Castra nova oder Castris novis genannt, ist ein mit nur relativer Sicherheit vermutetes römisches Auxiliarkastell auf dem Gebiet der heutigen Gemeinde Castranova im rumänischen Kreis Dolj in der Region Kleine Walachei.
Ausweislich der Tabula Peutingeriana befand sich dieser Ort zwischen Pelendava des Limesabschnittes XI und Romula am Limesabschnitt X (Limes Alutanus). Der Platz ist auf dieser Karte als Castris novis ausgewiesen. Er wird auf dem Gebiet des heutigen Castranova im Kreis Dolj vermutet und wird als mögliches Hilfstruppenkastell angesprochen. Seine Funktion soll in der Kontrolle des Flusses Jiu und der daran entlang führenden Römerstraße bestanden haben. In antiker Zeit wäre es möglicherweise Bestandteil des Dakischen Limes gewesen und hätte administrativ zur Provinz Dacia inferior, später zur Dacia Malvensis gehört.
Abgesehen von der Erwähnung auf der Tabula gibt es jedoch keinerlei haptischen Hinweise auf diesen Ort. Es fehlen letztlich auch präzise Daten zur Lage des Platzes. Die Lokalisierung ist bislang nur Spekulation. Es gibt weder archäologische Befunde, noch fanden bisher ernsthafte wissenschaftliche Untersuchungen statt.